# 新品
新品（しんぴん）は、次のいずれか。
- 新しい品物・製品[1]。
- まだ（誰も）使っていない品物[1]。
- おろしたての品物[1]。

## 概要
大辞泉が1番めに挙げたほうは、「新しい / 古い」という差に焦点をあてている。
2番目に挙げているほうは　「新品　/ 中古品」という対比で使われる用語である。大辞泉は2番めに挙げてはいるが、近年ではむしろこの意味で使われることが多い。
3番めの「おろしたての品物」というのは、使い始めたばかりの品物という意味である。たとえばある日の朝に梱包を開封して使いはじめた製品なら、その日の晩でもしばしば「新品」という。すでに半日使ってしまっているが、自分にとっては「おろしたて」であり「新品」である。日常会話では自然に口に出る表現である。（ただし使用者当人は（うれしくて）「新品」と呼んでいるが、他人の冷めた目から見れば、その品物は開封されて操作を開始された時点ですでに中古品になってしまっている。）
「新品」は2番目の意味つまり「新品　/ 中古品」という対比で使われることが多いので、当記事では以下、この意味の「新品」について解説する。

## 「新品」と「新品ではないもの」の線引き
「新品」というのは、まだ誰も使っていない品物である。焦点をあてられているのは「使われていないか / すでに誰かに使われたか」の区別である。
「新」と言う文字が含まれてはいるが、実は、新しいか古いかはあまり関係ない。たとえば5年や10年前にメーカーから新発売された製品は（最近の若い人の感覚では、10年前の製品はかなり「古い」わけだが）それでも、販売店が全く開封しておらず、誰も使用していなければ（大辞泉の2番めの意味の）「新品」である。
新品ではないもの
一般論として言えば、すでに誰かに使用された物は中古品（法律用語では「古物」）と分類され、新品とはしっかり区別される。
ただし、厳密な定義、線引きは品物・製品のジャンルや業種によって異なる。
工業製品全般について
工業製品の場合、「新品」はまだ誰も使用していないものを指す。一般に、工場から出荷された時の梱包を開封しておらず、まだ誰も使用していないものを指す。
工業製品のメーカーは、輸送の際にキズ・汚れが付かないように梱包するなどして問屋や販売店や購入者に向けて出荷する。
「新品」と「中古品」の中間的な性質のものがあり、たとえば「販売はされたが、一度も使用されていない物」は業者では（新品ではなく）「新古品」と分類される。
販売店で展示品として使用されたが、まだ販売されていないものは、通常は「展示品」と分類され、基本的に、新品とはしっかり区別される。販売される場合は通常、正直に「展示品」と表示されて、それなりに値引きして販売されている。
動作状態を見せるために店内で電源を入れるなどして展示するものは「デモ品」などと分類され、「新品」とはしっかり区別される（電源などを入れた段階で、「使用」が始まっている。）。デモ品も新品ではないので、販売される場合は通常、正直に「店内デモに使用してした品です」などと表示され、それなりに値引きして販売されている。
家電製品の場合
個人売買の場合は、（工場から出荷されて）一度も開封されていない商品は「新品」として扱われる。
自動車の場合
自動車の場合も、（2番めの）定義通り、一度も使用されていない車が「新車」として販売される。たとえば、販売店が「試乗車」などとして使ってしまったら、もはや「新車」ではなくなる。たとえ座席のビニールシートをかぶせたままにしていても、「試乗車」として使ってしまっては「新車」ではなくなる。（販売店は試乗車として使った車のほうは通常、正直に「試乗車として使用した車です」などと表示し（それなりに値引きして）販売している。）
楽器の場合
楽器業界の場合は、かなり特殊であり、ギター、ヴァイオリンなど、天然の木材を材料にして製作するアコースティックな楽器はひとつひとつの個体の差（個体差）が大きいので、価格が中ランク以上のアコースティックな楽器は通常、皆が試奏をして、個体を選んでから、購入する個体を決める。たいていは、最低でも数分程度、人によっては10分ほど演奏して、自分の耳で個体の音をじっくり聴き、その個体を購入するかしないか、別の個体を選ぶか、判断する。したがって、ほとんどのアコースティックな楽器というのは、実際に購入する人が現れる前に、多くの人によって試奏された状態になっている。楽器業界では、こうして多くの人に試奏されたものも「新品」として販売するのが慣習である。購入する側も、中級者以上ならば、アコースティックな楽器というものはそういうものだということを良く知っており、納得している。試奏が禁止されてしまったら、自分も個体を選ぶことができなくなり、非常に困るからでもある。
アコースティック楽器でも廉価なものや電子楽器などは家電などと同様に展示品を試奏して、未開封の製品を購入する。ただし、販売店の裁量が大きく、廉価なものは試奏出来なかったり上記のように全ての楽器を販売している場合もある。

## 新品と「保証」
家電製品やPCの場合、一定の保証がつけられていることが一般的である。一定の保証期間（※）内に起きた故障や動作不良は、使用者が「通常の使用法」（※）で使用していた場合は、使用者が悪いわけではなく、基本的にメーカー側に原因や責任があると推定されるので、「無償修理」や「他の新品との交換」あるいは「返品および返金」などに応じていることが多い。
なおメーカー側の保証に加えて、販売店側が、オプションとして有料で追加できる販売店側の保証を用意している場合もある。
（※）保証期間の長さはメーカーや販売店ごとに異なる。たとえば1年、2年、3年などが多い。中には6ヶ月や3ヶ月などと短期のものもある。逆に「5年保証」「10年保証」など長期の保証期間を設定し、それを大々的に製品パンフレットやweb広告などで謳うことで、その製品の品質が良く耐久性もあることを強くアピールする場合もある。
保証が有効になるのは原則的にはあくまで、保証書に販売店名、購入者・使用者の名前、「購入日」の３つが正しく記入されている場合である。保証書が証拠文書となっている。商店によっては「日付入りのシール」を販売日の証明書類として代用する場合もあり、これを受け取った場合は保証書と一まとめにして保存する必要がある。なおディスカウントショップなどで稀に、日付入シールも渡さず、保証書へ記入する「ひと手間」を省いてしまう、つまり購入日の証拠が残らないような、ずさんな販売方法をすることがあるが、いざ故障した場合などには「本当にその日に販売されたという証拠が無いので、保証は受けられません」などと（メーカー側から）拒絶されることも起きうるので、購入者も購入時には保証書を確認し、必要なら販売店に対して保証書への記入かシールの発行などを要求することも必要となる。近年では販売店のレジでは『製品の梱包に入っている「保証書」と、（今レジから印字された）このレシートは一緒に保管しておいて、もしも製品に不具合が生じたら、「製品の現物」と「保証書」と「レシート」の3点を一緒に持参してください』などという対応も多い。）保証書に購入者（使用者）の名が書かれていない場合は、メーカーから保証を拒まれることがあるが、購入者欄の名前については、数十年前は、販売店でその場で名前を書き込みカーボンコピー（複写）を販売店側も保存しておくというやりかたが多かったが、近年では、レシートがあればそこに印字されている店舗・日時で購入したという証明にはなるので特には問題にはならない、という判断で、修理に持ち込んだ段階で店舗側で保証書を確認して、もし保証書の「購入者」欄が空欄のまま放置されていたら、そこに名前を書き込むようお願いし、その上でメーカーに修理に回すというということが行われている。
（※）保証が有効なのは原則としては、「通常の使用法」「その製品としては一般的な使用法」をしていた場合である。たとえば「日常使用のための製品」とパンフレットやweb広告やパッケージなどに明記されているものを「（過酷な）レースに使用したら壊れた」「宇宙開発で、ロケットに使用したら壊れた」などという場合は、「通常の使用法」ではないと判断され保証は受けられないということは十分に起きうる。ただし最初から「レース用の製品」「過酷なレースでも壊れない」などと謳っている製品については、レースで使用することも「通常の使用法」なので保証は提供されなければならない。（高額の製品の場合、こうした細かい判断の妥当性が争点になると、結局は裁判で解決する、ということになる。）

## 新品の注意点
どんな物でも注意すべき点というものはあり、新品にも注意すべき点はある。新品だからといって、問題が無いとは限らない。
たとえば、保証書がつくはずのものなのに、保証書がついていない場合がある。販売店が保証書に自店のスタンプなどを押すだけ押しておきながら、（店舗が混雑している時などでは）肝心の保証書を箱に戻すのをうっかり忘れる場合がある。
また、たとえば新品でも初期不良という場合はある。
メーカーごとに設計能力や製造能力や品質管理の能力は異なっている。たとえば次のような場合がある。
- メーカーによっては、そもそも設計の段階でミスをしている場合がある。
- 試作品が数度動いたという程度で、いきなり製品の大量製造を開始してしまう会社も一部にある。念のため社員の間である程度の期間試しに使ってみる、ということすらせず製品を大量製造しはじめてしまう会社がある。
- 製造段階でミスを犯す場合もある。工場の製造ラインで新製品の製造を開始した直後は、だれもが新しい作業に慣れていなくてミスを犯しがちになる。また製造が軌道に乗った後でも、ベテラン作業者と「研修中」の作業者が混じって作業をしている日などは、「研修中」の作業者がしばしばミスを犯す。
- 製造した製品は（日本のメーカーでは品質重視で、少なくとも最低限、検品くらいはしていることは多いが）、世界的に見ると品質についての考え方は多様であり、生産した製品を検品すらせずにそのまま出荷しているメーカーもある。
- 製品ひとつひとつの動作チェックに関しては、行っているメーカーもあるが、そもそも行っていないメーカーも多い。
- 半年や1年など使用してはじめて明らかになる耐久性の問題もある。数百人や数千人以上など多数の一般ユーザが数ヶ月以上いろいろな使い方をした段階でようやく「特定のパターンで使うと簡単に壊れてしまう」「特定の場所に力を入れると、あっさり壊れ、使用不能になる」などということが発覚することもある。

新品は技術的な観点から特別な配慮を必要とするものもある。たとえば自動車は、長く使いたいなら、エンジンの「慣らし運転」をすべきだとしばしば言われている。つまり新品で購入してしばらくのうちは「空ぶかし」や「急加速」などは控えて、おだやかに使うべきだとされている。新品のエンジンは（加工精度にもよるが、一般論としては）シリンダー表面とピストン（の周囲のピストンリング）の形がまだピッタリ一致しておらず、歯車など部品も「かみ合い」が滑らかではなかったり、まだ酸化膜が燃焼で形成されていないなど丈夫になっていないので、急発進などエンジンに負荷がかかりすぎることは控えるべきだとされている。慣らし運転の距離の目安はgooネットによると、メルセデスベンツの説明書には「1,500km」、ポルシェの説明書の場合はもっと長めの「3,000km」と書かれている。オートバイの場合は、たとえばヤマハの場合テネレ700の取扱説明書（つまり2010年代に登場した新車種の説明書）に「初回の1カ月（または1000km走行時）の点検までは、慣らし運転をしてください。慣らし運転中はエンジン回転数を6000rpm以下で走行してください。また、不要な空ぶかしや急加速、急減速はしないでください。慣らし運転を行うと車の寿命を延ばします。」と書かれている。ただし、gooネットには、近年の日本のトヨタなど国産四輪自動車の場合は部品の加工精度が高くなったおかげで慣らし運転は特には必要ないとされることが多くなっているようだ、といったことも書かれている。なお機械というのは、新品製造時に一部のボルトの締めつけトルクが不足しているものも時々あり、そうしたボルト類は使い始めてしばらくするうちに車の振動で緩んでくることがある（なので、新品の段階では念の為、よく音を聴いたりよく観察するほうがよい、ともされている）。新車の場合は、ほとんどのメーカーが購入してから1ヵ月（もしくは走行距離1,000km時点）などを目安として「無料新車点検」サービスを提供している。こうした新車点検によって、（上で説明した）トルク不足によるボルトの緩みなども含めて、新車で起きがちな不具合が見つかれば直している。
機械類全般ではエイジングとも言い、機械の種類によっては販売店で勧められている。